# Henderson (Illinois)
Henderson – wieś w Stanach Zjednoczonych, w stanie Illinois, w hrabstwie Knox.